# Mistrovství světa v ledním hokeji 2006 (Divize II)
Mistrovství světa v ledním hokeji (Divize II) se probíhala ve dnech 27. března–9. dubna 2006 ve městech Sofie (Skupina A) a Auckland (Skupina B).

## Skupiny

### Skupina A
| Poř. | Země                | Z | V | R | P | Skóre | B  |
| ---- | ------------------- | - | - | - | - | ----- | -- |
| 1.   | Rumunsko            | 5 | 5 | 0 | 0 | 59:9  | 10 |
| 2.   | Bulharsko           | 5 | 3 | 1 | 1 | 25:17 | 7  |
| 3.   | Belgie              | 5 | 2 | 2 | 1 | 19:10 | 6  |
| 4.   | Srbsko a Černá Hora | 5 | 2 | 1 | 2 | 23:23 | 5  |
| 5.   | Španělsko           | 5 | 1 | 0 | 4 | 10:30 | 2  |
| 6.   | Jižní Afrika        | 5 | 0 | 0 | 5 | 12:59 | 0  |

#### Zápasy
|     | BEL   | BUL   | ESP   | ROM   | RSA   | SCG   |
| --- | ----- | ----- | ----- | ----- | ----- | ----- |
| BEL | ***** | 4:4   | 4:0   | 2:4   | 7:0   | 2:2   |
| BUL | 4:4   | ***** | 3:1   | 0:9   | 14:1  | 4:2   |
| ESP | 0:4   | 1:3   | ***** | 3:16  | 5:3   | 1:4   |
| ROM | 4:2   | 9:0   | 16:3  | ***** | 19:3  | 11:1  |
| RSA | 0:7   | 1:14  | 3:5   | 3:19  | ***** | 5:14  |
| SCG | 2:2   | 2:4   | 4:1   | 1:11  | 14:5  | ***** |

 Rumunsko –  Belgie 4:2 (2:0, 2:0, 0:2)
27. března – Sofie
 Srbsko a Černá Hora -  Španělsko 4:1 (1:1, 2:0, 1:0)
27. března – Sofie
 Bulharsko –  Jižní Afrika 14:1 (5:0, 3:1, 6:0)
27. března – Sofie
 Belgie –  Srbsko a Černá Hora 2:2 (0:0, 1:0, 1:2)
28. března – Sofie
 Jižní Afrika –  Rumunsko 3:19 (0:5, 0:6, 3:8)
28. března – Sofie
 Španělsko –  Bulharsko 1:3 (0:2, 1:1, 0:0)
28. března – Sofie
 Rumunsko –  Španělsko 16:3 (6:0, 5:0, 5:3)
30. března – Sofie
 Jižní Afrika –  Belgie 0:7 (0:3, 0:1, 0:3)
30. března – Sofie
 Srbsko a Černá Hora -  Bulharsko 2:4 (0:1, 1:2, 1:1)
30. března – Sofie
 Srbsko a Černá Hora -  Jižní Afrika 14:5 (3:1, 8:1, 3:3)
1. dubna – Sofie
 Belgie –  Španělsko 4:0 (2:0, 0:0, 2:0)
1. dubna – Sofie
 Bulharsko –  Rumunsko 0:9 (0:1, 0:1, 0:7)
1. dubna – Sofie
 Španělsko –  Jižní Afrika 5:3 (2:1, 2:0, 1:2)
2. dubna – Sofie
 Rumunsko –  Srbsko a Černá Hora 11:1 (3:1, 3:0, 5:0)
2. dubna – Sofie
 Bulharsko –  Belgie 4:4 (2:2, 1:1, 1:1)
2. dubna – Sofie

### Skupina B
| Poř. | Země        | Z | V | R | P | Skóre | B |
| ---- | ----------- | - | - | - | - | ----- | - |
| 1.   | Čína        | 5 | 4 | 1 | 0 | 34:11 | 9 |
| 2.   | Jižní Korea | 5 | 4 | 0 | 1 | 35:12 | 8 |
| 3.   | Austrálie   | 5 | 3 | 1 | 1 | 27:14 | 7 |
| 4.   | KLDR        | 5 | 2 | 0 | 3 | 10:24 | 4 |
| 5.   | Mexiko      | 5 | 1 | 0 | 4 | 9:34  | 2 |
| 6.   | Nový Zéland | 5 | 0 | 5 | 0 | 6:26  | 0 |

#### Zápasy
|     | AUS   | CHN   | KOR   | MEX   | NZL   | PRK   |
| --- | ----- | ----- | ----- | ----- | ----- | ----- |
| AUS | ***** | 5:5   | 2:4   | 9:2   | 6:2   | 5:1   |
| CHN | 5:5   | ***** | 6:3   | 4:1   | 5:0   | 14:2  |
| KOR | 4:2   | 3:6   | ***** | 15:2  | 8:1   | 5:1   |
| MEX | 2:9   | 1:4   | 2:15  | ***** | 4:3   | 0:3   |
| NZL | 2:6   | 0:5   | 1:8   | 3:4   | ***** | 0:3   |
| PRK | 1:5   | 2:14  | 1:5   | 3:0   | 3:0   | ***** |

 Severní Korea –  Austrálie 1:5 (0:3, 0:1, 1:1)
3. dubna – Auckland
 Mexiko –  Čína 1:4 (0:2, 1:2, 0:0)
3. dubna – Auckland
 Nový Zéland -  Jižní Korea 1:8 (0:5, 1:1, 0:2)
3. dubna – Auckland
 Čína –  Severní Korea 14:2 (6:0, 4:1, 4:1)
4. dubna – Auckland
 Jižní Korea -  Mexiko 15:2 (5:0, 7:2, 3:0)
4. dubna – Auckland
 Austrálie –  Nový Zéland 6:2 (1:0, 2:0, 3:2)
4. dubna – Auckland
 Austrálie –  Jižní Korea 2:4 (0:3, 1:0, 1:1)
6. dubna – Auckland
 Mexiko –  Severní Korea 0:3 (0:2, 0:0, 0:1)
6. dubna – Auckland
 Čína –  Nový Zéland 5:0 (1:0, 2:0, 2:0)
6. dubna – Auckland
 Austrálie –  Mexiko 9:2 (2:0, 4:0, 3:2)
7. dubna – Auckland
 Jižní Korea -  Čína 3:6 (1:0, 1:4, 1:2)
7. dubna – Auckland
 Severní Korea –  Nový Zéland 3:0 (0:0, 1:0, 2:0)
7. dubna – Auckland
 Jižní Korea -  Severní Korea 5:1 (2:1, 2:0, 1:0)
9. dubna – Auckland
 Čína –  Austrálie 5:5 (2:2, 1:1, 2:2)
9. dubna – Auckland
 Nový Zéland -  Mexiko 3:4 (0:2, 1:2, 2:0)
9. dubna – Auckland